# Dunois-meester

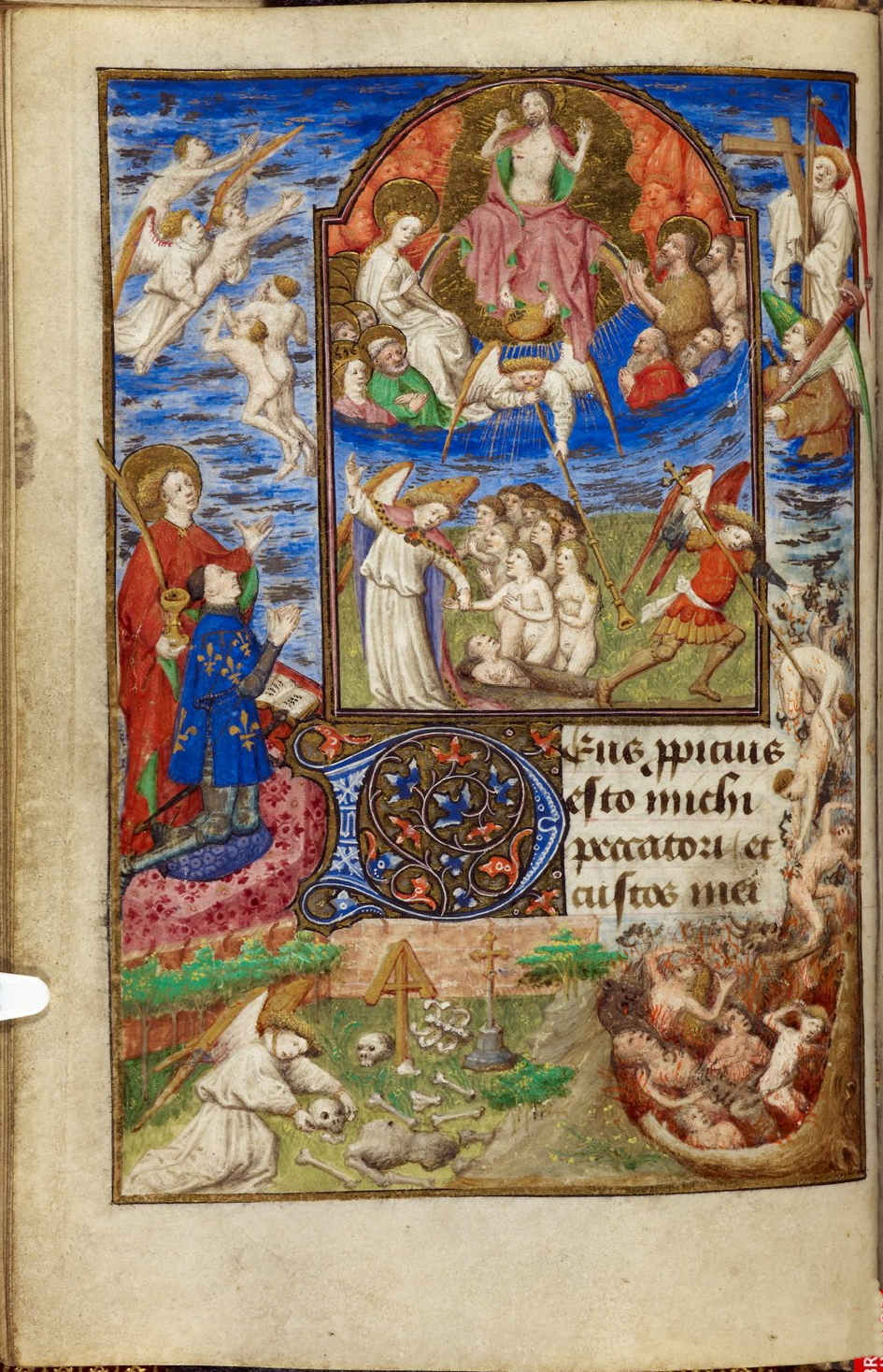
Laatste oordeel uit de Dunois-getijden, 1423, British Library, Yates Thompson, ms. 3

De Dunois-meester ook bekend als de Meester-associé van de Bedford-meester was een boekverluchter die tussen 1435 en 1465 actief was in Parijs. Zijn noodnaam verwijst naar het getijdenboek dat hij verluchtte voor Jean de Dunois, nu bewaard in de British Library in Londen als Yates Thompson MS 3. Naast zijn werk als miniatuurschilder was hij ook actief als paneelschilder.

## Biografie
Deze meester werkte eerst samen met die andere befaamde anonieme meester: de Beford-meester. Hij was onder meer verantwoordelijk voor een aantal van de miniaturen in het Bedford- of Salisbury-breviarium en werkte mee aan de Sobieski-getijden. Toen de Bedford-meester in 1435 overleed nam hij diens atelier over en bleef in dezelfde stijl actief tot omstreeks 1465. Nadat de Engelsen Parijs hadden verlaten in 1436 werkte hij voor een nieuw cliënteel: de entourage van Karel VII. Het is in die periode dat hij het getijdenboek voor Jean de Dunois ook gekend als de bastaard van Orléans maakte.
Volgens François Avril zou de Dunois-meester te identificeren zijn als Jean Haincelin. Maar dit blijft een hypothese die door anderen in vraag gesteld wordt.
De carrière van Jean Haincelin loopt vrij parallel met die van de Dunois-meester wat duur en datering betreft en ze werkten voor dezelfde klanten. Een betaling aan Jean Haincelin voor de illustratie van een Guiron le Courtois, een Tristan en een Lancelot werd teruggevonden in de rekeningen van admiraal Prigent de Coëtivy uit 1444. De manuscripten werden lang als verloren beschouwd maar zouden nu geïdentificeerd zijn als BnF, Ms. Français 356 en 357 die werden toegeschreven aan de Dunois-meester. Een aantal miniaturen uit de Lancelot zou losbladig bewaard zijn en enkele ervan werden recent (4 juni 2008, loten 26-28, and 12 juni 2013, lot 12.) verkocht bij Christie's.
Men gaat er tegenwoordig meer en meer van uit dat de Bedford-meester zou kunnen geïdentificeerd worden met Haincelin van Hagenau, een miniaturist afkomstig uit de Elzas waarover er documentatie gevonden is in Parijs van 1403 tot 1423. De Dunois-meester zou dan diens zoon zijn, Jean Haincelin, die gedocumenteerd is tussen 1438 en 1449.

## Stijl
De Dunois-meester was de overgangsfiguur tussen de laatste fase van de internationale gotiek en de nieuwe tendensen die in Vlaanderen ontstonden. Hij hanteerde zoals zijn voorganger een verhalende stijl in zijn miniaturen. Voor een aantal van de prestigieuze getijdenboeken die hij maakt gaat hij terug de techniek van het halve grisaille gebruiken, met figuren die in het wit gekleed zijn en geplaatst in een landschap of interieur met natuurlijke kleuren. Het werk waarnaar hij zijn noodnaam kreeg, het Dunois getijdenboek, is hierop de uitzondering. Zijn figuren zijn ronder een molliger dan bij zijn voorganger, ze krijgen blond krullend haar en de vleeskleur is warmer. In zijn landschappen past hij de moderne technieken van zijn tijd toe, ze zijn diep en hij gebruikt het atmosferisch perspectief.

## Werken

### Manuscripten
- Getijdenboek van Prigent de Coëtivy, Dublin, Chester Beatty Library, W.Ms. 82.[6]
- Getijdenboek van Guillaume Jouvenel des Ursins, Parijs, BnF, NAL 3226
- Getijden van Jean de Dunois, Londen, British Library, Yates Thompson, ms. 3.[7]
- Getijdenboek voor gebruik in Parijs, New York Public Library, NYPL MA 026, 5 miniaturen.
- Getijdenboek voor gebruik in Parijs,in samenwerking met de meester van de Gouden Legende van München, British Library, Egerton 2019.[8]
- Getijdenboek, Cambridge, Fitzwilliam Museum, MS McClean 81[9]
- Getijdenboek van Simon de Varie, Den Haag, Koninklijke Bibliotheek (Nederland), Ms. 74 G 37 en Ms. 74 G 37a; Los Angeles, J. Paul Getty Museum (Ms. 7).[10]
- Getijdenboek van paus Alexander VII, in samenwerking met de meester van de Gouden Legende van München, Vaticaanse Bibliotheek, Chig.C.IV.109.
- Vier losse miniaturen uit een getijdenboek, Londen, Victoria and Albert Museum.[11]
- Le Tiers Livre de Guiron, Parijs, BnF, français 356-357.[12][13]
- De “Dialogues de Salmon et Charles VI”, Bibliotheek van Genève, ms. fr165 (7 à 8 miniaturen)
- Decamerone, vertaling door Laurent de Premierfait voor Étienne Chevalier, Cambridge (Massachusetts), Harvard University Library
- Des cleres et nobles femmes, Pierpont Morgan Library, M.381.[14]
- Des cas des nobles hommes et femmes, in samenwerking met Meester François, Kasteel van Chantilly, Musée Condé, ms. 860
- Roman de Tristan (in proza), misschien een bestelling van Prigent de Coëtivy en daarna afgewerkt op initiatief van Karel IV van Maine, 2 volumes volume 1 in: Chantilly, Musée Condé, Ms.648

### Schilderijen
- Het laatste oordeel, in samenwerking met de Bedford-meester, omstreeks 1440, Musée des Arts décoratifs de Paris
- De Drievuldigheid met de kanunniken van de Notre-Dame van Parijs, Parijs, École nationale supérieure des beaux-arts, inv. Mu. 1261